# Girobicúpula pentagonal
En geometría, la girobicúpula pentagonal es uno de los sólidos de Johnson (J31). Al igual que la ortobicúpula pentagonal (J30), puede construirse uniendo dos cúpulas pentagonales (J5) por sus bases. La diferencia es que, en este sólido, una de las mitades está rotada 36 grados respecto de la otra.
La girobicúpula pentagonal es la tercera girobicúpula de un conjunto infinito de ellas.
La girobicúpula pentagonal es lo que se obtiene al tomar un rombicosidodecaedro, quitar el rombicosidodecaedro parabidisminuido (J80) central, y pegar de nuevo las dos cúpulas entre sí.
Los 92 sólidos de Johnson fueron nombrados y descritos por Norman Johnson en 1966.